# Molho madeira

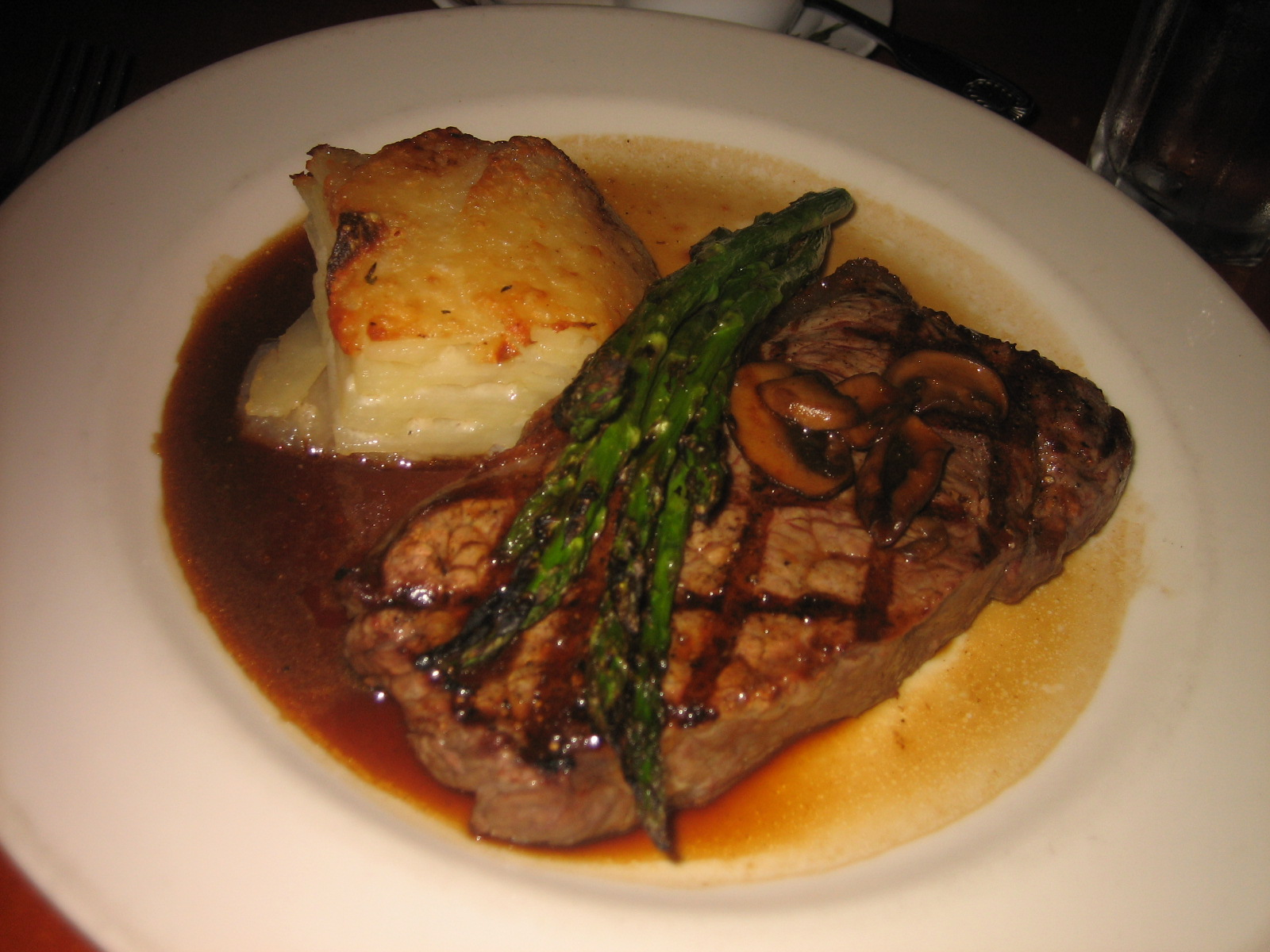
Filé ao molho madeira.

O molho madeira (em francês sauce madère) é um molho feito à base de vinho da Madeira, chalota e manteiga. É ideal para acompanhar presunto cozido, rins, carnes, quer assadas ou cozinhadas em caldo.

## História
Em 1903, um presunto de York com molho Madeira foi servido num banquete oferecido pelo Príncipe Alberto da Bélgica. Sete anos mais tarde, ainda na Bélgica, foi oferecido um molho Madeira como acompanhamento de um château de bife de lombo de vaca, num almoço servido aos membros de um congresso médico. Na década de 1950, a língua de vaca em molho Madeira estava no menu de todas as refeições do casamento.

## Ingredientes
Para além do vinha da Madeira, este molho requer pequenos cogumelos, chalotas, caldo, farinha, manteiga, ervas (salsa, cerefólio, estragão, cebolinho), um bouquet de garni, sal e pimenta.